# الطرحة (دمياط)
الطرحة هي إحدى قرى مركز فارسكور التابع لمحافظة دمياط بجمهورية مصر العربية.